# Северная (приток Чакулки)
Северная (устар. Верхняя Чакулка) — река в России, протекает по Котласскому району Архангельской области. Вместе с рекой Западная образует реку Чакулка. Длина реки составляет 10 км.

## Данные водного реестра
По данным государственного водного реестра России относится к Двинско-Печорскому бассейновому округу, водохозяйственный участок реки — Вычегда от города Сыктывкар и до устья, речной подбассейн реки — Вычегда. Речной бассейн реки — Северная Двина.
Код объекта в государственном водном реестре — 03020200212103000024266.